# Girard (Pennsylvanie)
Pour les articles homonymes, voir Girard.

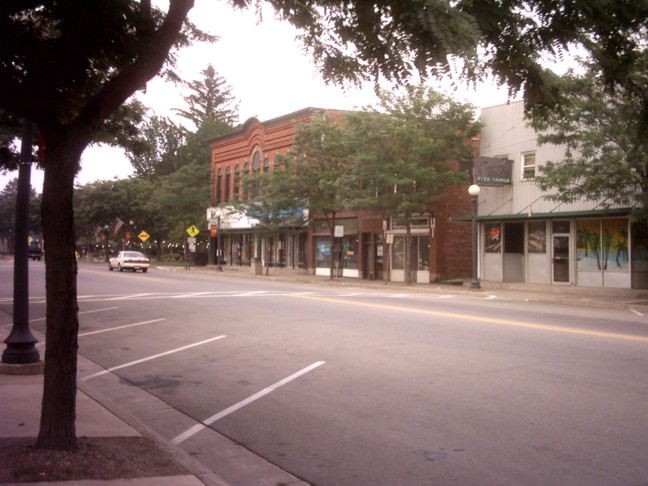
Grand-rue de Girard.

Girard est un borough aux États-Unis dans le comté d'Érié, en Pennsylvanie. Sa population comptait 3 104 habitants au recensement de 2010. Il fait partie de la région métropolitaine d'Érié.

## Histoire
L'histoire de Girard commence par une pétition de 1832 demandant le statut de township à des terres allouées jusqu'alors aux municipalités de Springfield, Fairview et Elk Creek. La localité doit son nom à Stephen Girard (né Étienne Girard à Bordeaux), magnat de la banque de la fin du XVIIIe siècle et du début du XIXe siècle,. Stephen Girard, résident de Philadelphie à l'époque, possédait les terres de Springfield et était admiré comme bienfaiteur par les habitants de la région. Ce fut également un philanthrope pour la ville de Philadelphie.

## Patrimoine architectural
- Église Saint-Jean-l'Évangéliste (catholique)
- Église méthodiste de Girard
- Monument aux morts de la Guerre de Sécession (1865)

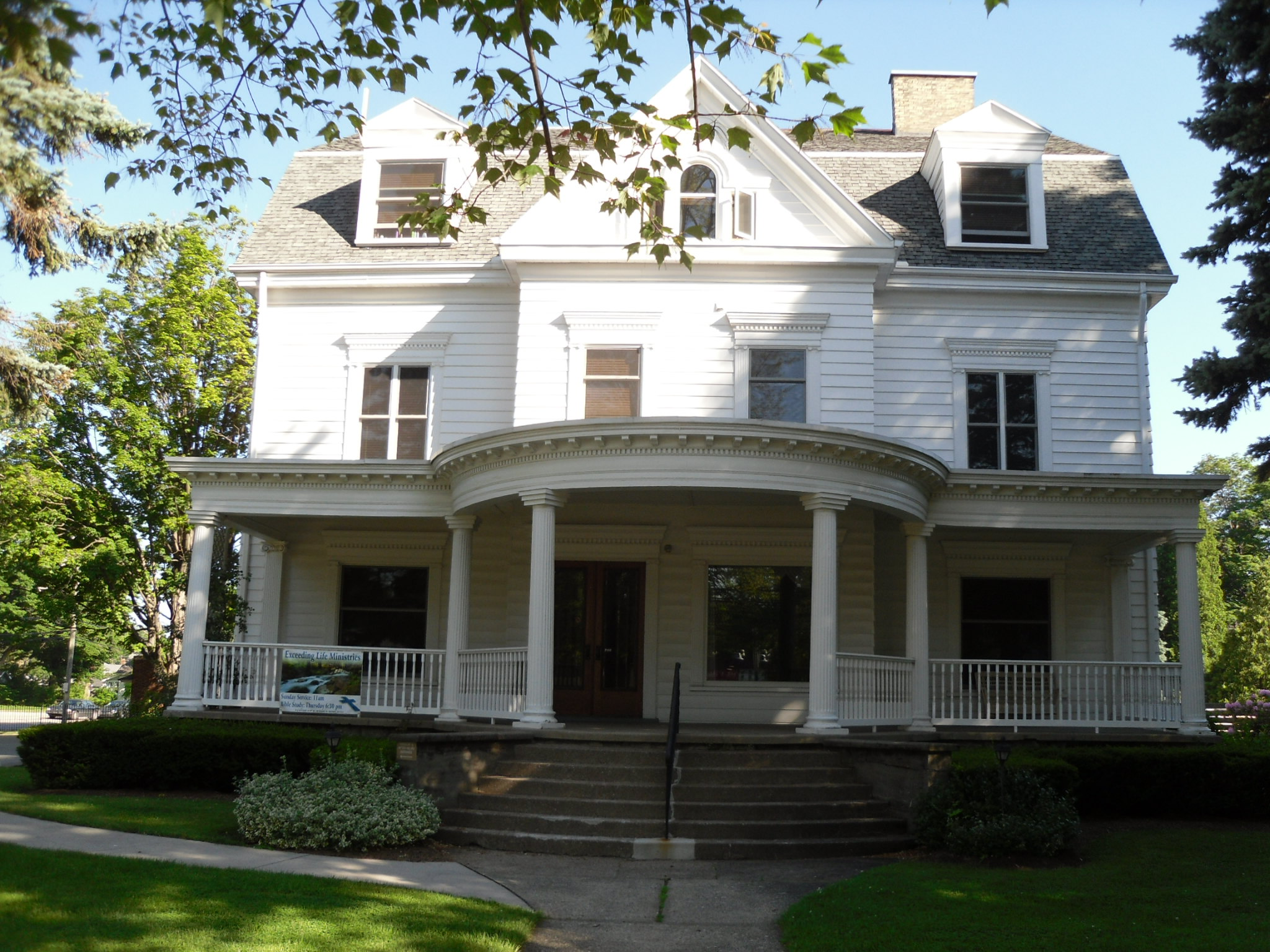
Maison du XIXe siècle
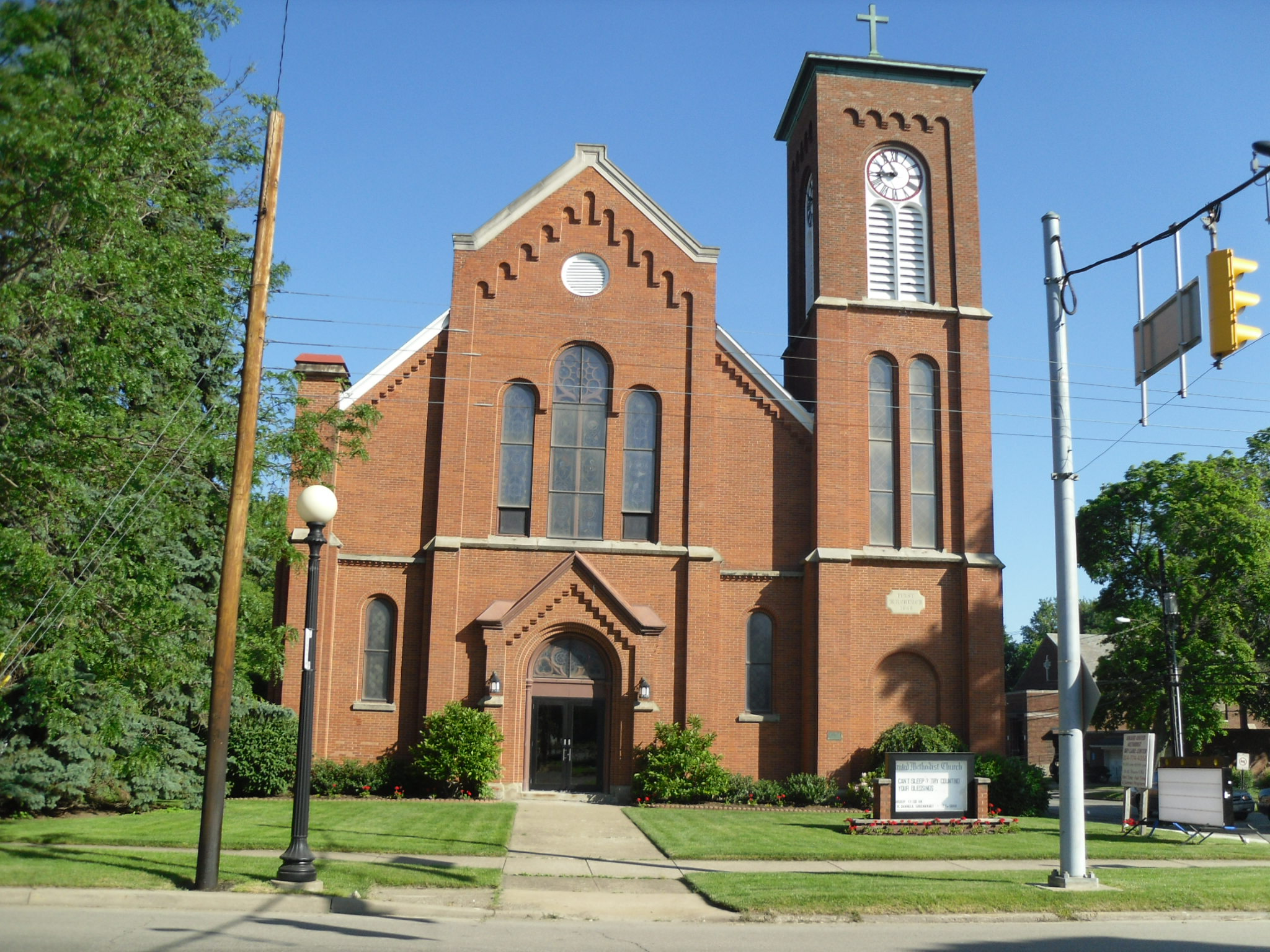
Église méthodiste de Girard
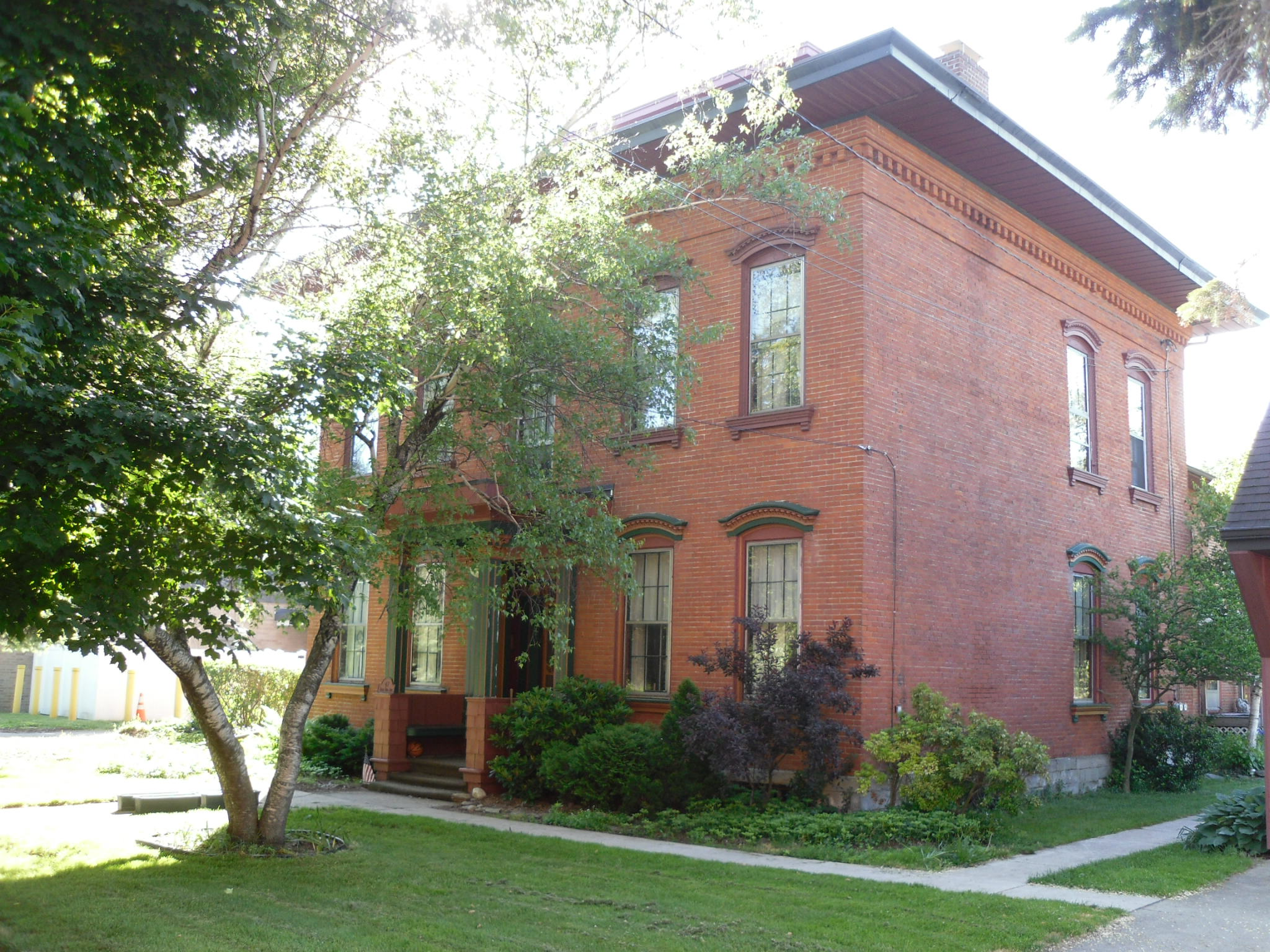
Maison de briques
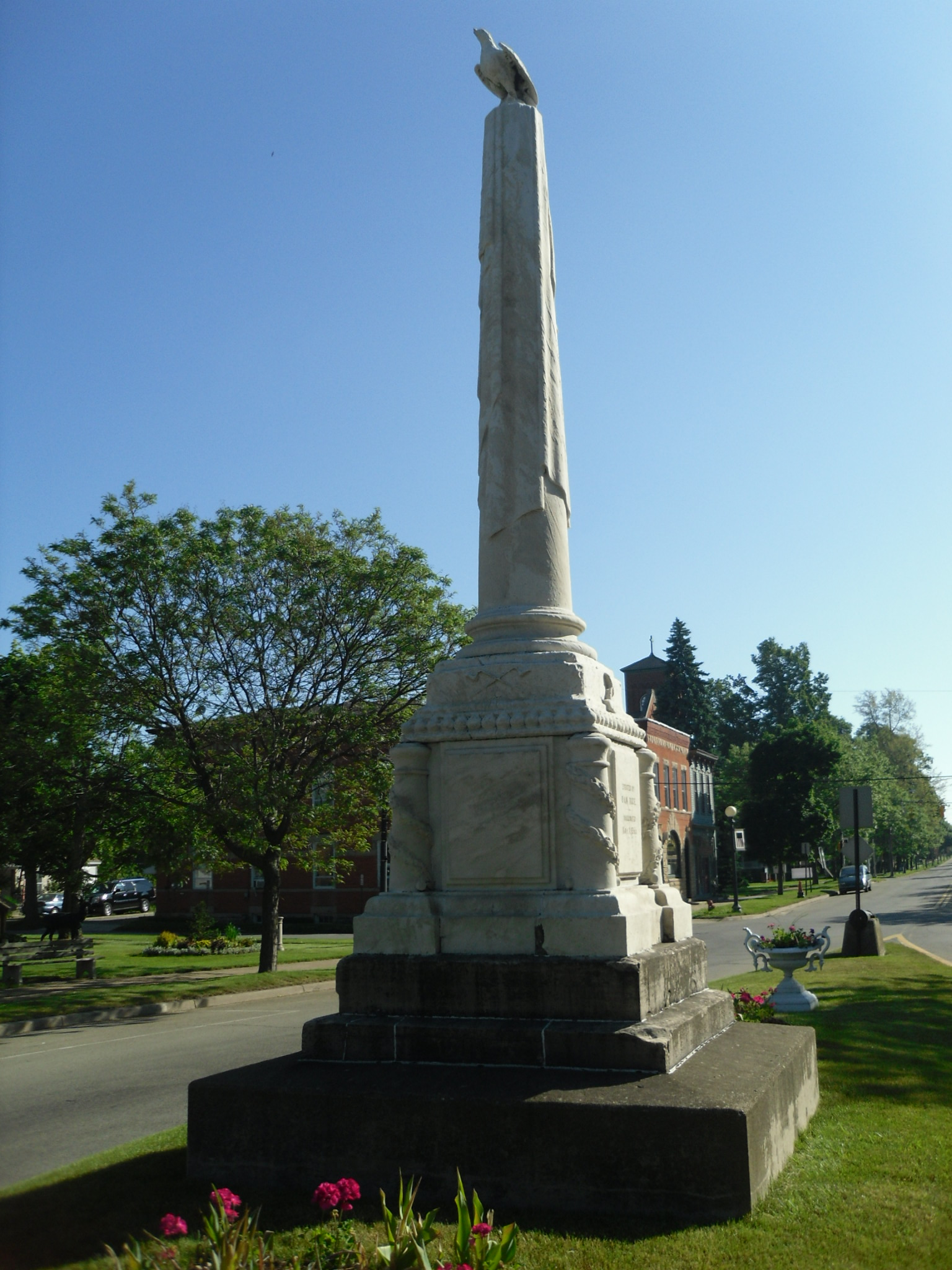
Monument aux morts de la Guerre de Sécession